# Cuthbert Daniel
Cuthbert Daniel   (27 d'agost de 1904 - 8 d'agost de 1997) fou un estadístic industrial estatunidenc.
Daniel va néixer a Williamsport, Pennsilvània. Va obtenir llicenciatures i màsters en enginyeria química per l'Institut Tecnològic de Massachusetts, però es va interessar per les estadístiques mitjançant la lectura de Statistical Methods for Research Workers de RA Fisher.
El 1955 va ser elegit membre de l'Associació Estadística Americana. Daniel va ser guardonat amb el RA Fisher Lectureship pel Comitè de Presidents de Societats Estadístiques el 1971, el Premi Wilks Memorial de l'American Statistical Association el 1974 i la Shewhart Medal de la American Society for Quality el 1991.